# René Schick Gutiérrez
René Schick Gutiérrez (León, 23 de noviembre de 1909 - Managua 3 de agosto de 1966) fue un abogado, diplomático y político nicaragüense con ascendencia austríaca, que fue Presidente de Nicaragua desde el 1 de mayo de 1963 hasta el 3 de agosto de 1966, cuando murió en el ejercicio del cargo.

## Origen
Schick Gutiérrez nació en León, el 23 de noviembre de 1909. Aunque el nombre de su padre no aparece en ninguna biografía, éste fue Federico Schick, ingeniero minero natural de Suiza que murió en Managua, repentinamente y sin asistencia médica, el 25 de julio de 1911. Era hijo de Jacobo Schick y Margarita Renguer, ambos judíos.
En un hogar muy pobre, su madre Angélica Gutiérrez, mujer muy trabajadora y digna, era costurera, lavandera y planchadora que alistaba la ropa a los empleados de la mina "Santa Pancha", cerca de Malpaisillo. En esas labores conoció al administrador de la mina, un ciudadano de origen austríaco con el que contrajo matrimonio y de esa unión nació él.
Desde entonces, la madre y el niño, vivieron en la miseria. En su niñez trabajó como lustrador mientras realizaba sus estudios primarios. Con el dinero que ganaba contribuía a la economía familiar que se encontraba en una situación precaria.

## Formación
Efectuó los estudios de secundaria en el colegio de secundaria público Instituto Nacional de Occidente. de su ciudad natal. Por su talento e inteligencia llamó la atención del director, el ingeniero J. Ramón Sevilla, quien lo tomó bajo su protección. Gracias a las gestiones del director, Schick consiguió el puesto de inspector del Instituto y luego el de secretario del mismo.
En 1937, Sevilla fue nombrado Ministro de Instrucción Pública y Educación Física del primer gobierno del general Anastasio Somoza García, y se llevó a su pupilo nombrándole Oficial Mayor del Ministerio. El 16 de marzo de ese mismo año contrajo matrimonio civil con Carmen Reñazco.
El joven bachiller aprovechó su traslado a Managua para matricularse en la Facultad de Derecho de la Universidad de Central de Managua, graduándose con brillantes calificaciones.
Recién graduado fue nombrado profesor de la Facultad de Derecho, de su misma alma mater. Pronto fue incorporado con el título de abogado por la Corte Suprema de Justicia y tiempo después como notario por la misma institución.

## Recuperación del alcoholismo
Fue en esta época que tuvo que enfrentar y vencer el mayor problema que tuvo en su vida: el alcoholismo. Schick llegó casi a ser un bebedor consuetudinario, bebía demasiado y amanecía tirado en las calles, frecuentaba y se reunía con otros intelectuales en cantinas de la vieja Managua.
Mostrando gran carácter y deseos de recuperación, enfrentó su adicción y con mucha disciplina emprendió su recuperación afiliándose a un grupo de la asociación de Alcohólicos Anónimos (AA), donde fueron impactantes sus charlas y testimonios.

## Vida pública

### Jurista
En 1941 fue nombrado Juez civil con sede en León, su ciudad natal. Posteriormente fue nombrado sucesivamente abogado del Ferrocarril del Pacífico de Nicaragua, Magistrado Presidente del Tribunal de Apelaciones de la circunscripción judicial de Occidente y abogado de la Junta de Control de Precios y Comercio.

### Diplomático
En 1946 es incorporado al Cuerpo Diplomático de Nicaragua y enviado a Washington D. C. como Encargado de negocios de la Embajada de Nicaragua en Estados Unidos, luego Embajador de Nicaragua ante la Organización de Estados Americanos (OEA) y ante la Organización de las Naciones Unidas (ONU). Por corto tiempo fue Embajador de Nicaragua en Venezuela, y en 1954 fue designado Representante de Nicaragua en la X Conferencia Panamericana efectuada en Caracas.

### Ministerial
En 1957 fue incorporado al gabinete de gobierno del Presidente Luis Somoza Debayle quien le nombró Ministro de Educación Pública y en 1961 fue nombrado Ministro de Relaciones Exteriores, cargo que ocupó un año (hasta 1962), del que renunció al ser electo candidato presidencial por el oficialista Partido Liberal Nacionalista (PLN).

### Presidencia
Fue juramentado como Presidente de Nicaragua para un período de cuatro años, de 1963 a 1967, ante miles de asistentes al Estadio Nacional de Managua el 1 de mayo de 1963, sucediendo a Luis Somoza en el cargo.
En su discurso inaugural, dijo:
"Mi gobierno se caracterizará por un hondo sentido de la justicia social y por un humanismo liberal orientado a favorecer a las grandes mayorías."
Aunque en ese momento estas palabras sonaron a protocolo, durante su gobierno fueron cumplidas.
Aunque en ese cargo le tildaron de títere de Luis y su hermano Anastasio Somoza Debayle (Jefe Director de la Guardia Nacional (GN) dejó muy buenos recuerdos en el pueblo nicaragüense, no porque los días miércoles en la Casa Presidencial de la Loma de Tiscapa le entregaba dinero a los pobres, quienes hacían fila para que él les diera billetes de cualquier denominación de córdoba (la moneda de Nicaragua); sino porque entregó lotes de terrenos propiedad del Estado a familias de escasos recursos para que construyeran sus casas. Fue criticado por sus ministros, según ellos, por financiar la mendicidad con dinero del Estado.

## Muerte
Al regresar de una gira por Europa, a finales de julio de 1966, sufrió un infarto cardíaco, pues padecía del corazón a consecuencia de su alcoholismo.
Tuvo que ser atendido en Casa Presidencial y allí falleció por otro infarto a las 2:25 horas de la madrugada del miércoles 3 de agosto de ese mismo año, a los 56 años de edad.
El Doctor René Schick Gutiérrez fue enterrado en el Cementerio General de Managua, cerca de la Rotonda de las Personas Ilustres, sus funerales fueron de apoteosis popular y hondo pesar del pueblo, se decretó duelo nacional por 9 días por lo que la bandera de Nicaragua fue izada a media asta.

## Sucesión
Fue sucedido por el Doctor Lorenzo Guerrero Gutiérrez, uno de los 3 vicepresidentes de la nación, y hasta entonces Ministro de Gobernación y Anexos, elegido unánimemente por el Congreso Nacional como Presidente de La República para terminar su período hasta el 1 de mayo de 1967, día en que le entregó el poder a Anastasio Somoza Debayle.
El mismo día de su muerte en La Gaceta, Diario Oficial, n.º 175 fue publicada la siguiente Resolución del Congreso en Cámaras Unidas:

CONGRESO NACIONAL ELIGE NUEVO PRESIDENTE DE LA REPÚBLICA.
Resolución Nº 224 del 3 de agosto de 1966
Publicado en La Gaceta Nº 175 del 3 de agosto de 1966
El CONGRESO NACIONAL DE LA REPÚBLICA DE NICARAGUA EN CÁMARAS UNIDAS,
CONSIDERANDO: 
Que a las dos y veinticinco minutos de la madrugada del día de hoy falleció el Excelentísimo Señor Doctor René Schick Gutiérrez, Presidente de la República; constatando tal circunstancia en la certificación de la Partida de Defunción, librada por el Registrador del Estado Civil de las Personas de esta ciudad:
CONSIDERANDO:
Que se está en presencia de lo dispuesto en el Artículo 160 acápite 2) y del Artículo 188 de la Constitución Política, o sea que debe elegirse de entre los Vicepresidentes de la República el llamado a reemplazar al fallecido Presidente Doctor René Schick Gutiérrez para concluir el período presidencial,
RESUELVE:
PRIMERO: Elegir por unanimidad al Excelentísimo Señor Vicepresidente de la República Doctor Lorenzo Guerrero Gutiérrez, para que ocupe el cargo de Presidente de la República y concluya el período presidencial que termina el día uno de mayo de mil novecientos sesenta y siete.
SEGUNDO: El electo tomará posesión y prestará la promesa de ley ante el Congreso Nacional en Cámaras Unidas.
TERCERO: La presente Resolución surtirá sus efectos desde el día de hoy y será publicada en “La Gaceta”, Diario Oficial.

Dado en el Salón de Sesiones del Congreso en Cámaras Unidas. Managua, Distrito Nacional, tres de agosto de mil novecientos sesenta y seis. Orlando Montenegro Medrano, Presidente. Pablo Rener, Secretario. Orlando Trejos Somarriba.

## Logros
Durante su mandato presidencial fue calificado como títere sumiso al poder de la Familia Somoza, pero en su actuación demostró que esa sumisión no fue total y con el margen de acción que logró crear, hizo buenas obras legales y físicas en favor de Nicaragua y su pueblo.
Tenía sentido populista, se presentaba en los mercados a la hora del almuerzo y se sentaba en las mesas colectivas de las comiderías a almorzar, sentado en las bancas, acompañando a los cargadores y trabajadores de los mercados a departir y comer la misma comida popular ante la presencia de fotógrafos y periodistas.
Esto acrecentó su popularidad entre el pueblo, que aunada a su demostrada honestidad fue llamado "el presidente de las manos blancas" por Pedro Joaquín Chamorro Cardenal.
En su administración se consolidó el Banco Central de Nicaragua (BCN) y se construyó el edificio de 10 pisos en la Avenida Roosevelt, que fue el primer gran edificio de Managua.
Dio todo el apoyo de su gobierno a la construcción del Teatro Nacional Rubén Darío promovida por Hope Portocarrero de Somoza, aunque al inaugurarse esta magna obra ya había fallecido.
En octubre de 1964, hizo que el Congreso Nacional derogara el Tratado Bryan-Chamorro de 1916 que daba a los Estados Unidos el derecho a construir un canal interoceánico en territorio nacional.
Consiguió estabilizar la economía del país, así como la integración de Nicaragua en el Mercado Común Centroamericano.
Hizo aprobar en el Congreso una reforma agraria, cuya principal medida era la amenaza de nuevos impuestos y expropiación a aquellos propietarios que tuvieran tierras sin cultivar.
La creación de los liceos agrícolas, en las ciudades de Chinandega, Juigalpa y Matagalpa, fueron pensamiento y obra de este insigne educador.

## Honores
- Reparto René Schick, popularmente llamado “Reparto Schick”, es un populoso barrio situado en el Distrito V en el sector sureste de la Capital que se divide en Schick n.º 1 (Macarali); Schick n.º 2 (Ángel Valentino Barrios); Schick n.º 3 (Enrique Lorente) y Schick n.º 4 (Enrique Gutiérrez).

- Centro Escolar “Dr. René Schick Gutiérrez” en la ciudad de Dolores en el departamento de Carazo, fundado en septiembre de 1964 durante su administacion.

- Liceo Agrícola “Dr. René Schick Gutiérrez” en la ciudad de Juigalpa en el departamento de Chontales, según Acuerdo Presidencial n.º 76, aprobado el 11 de agosto de 1966 y publicado en La Gaceta Diario Oficial n.º 206 del 8 de septiembre de ese mismo año, nombrado así en "el interés de eternizar en la memoria de la juventud de este Departamento el nombre del ilustre fallecido creador de este Programa de gran significación para el desarrollo económico de la República".

- Instituto Nacional “Dr. René Schick Gutiérrez” fundado en 1967 en la ciudad de Managua con el lema Luz – Ciencia - Virtud. Fue destruido por el terremoto del 23 de diciembre de 1972, en 1977 fue reconstruido en el barrio Riguero. Desde 1979 es conocido como Instituto Nacional "Elvis Díaz Romero", un exalumno muerto durante la lucha contra el dictador Anastasio Somoza Debayle.